# Gloucestershire
Gloucestershire (/ˈɡlɒstərʃər/ ⓘ GLOSS-tər-shər; trước đây viết tắt là Gloucs. trong in ấn nhưng nay thường viết là Glos.)' là một hạt của Anh. Hạt bao gồm một phần của Cotswold Hills, một phần của thung lũng phì nhiêu bằng phẳng của sông Severn, và toàn bộ Rừng Dean. Thủ phủ là thành phố Gloucester, và các thị trấn chính khác bao gồm Cheltenham, Cirencester, Stroud và Tewkesbury.

## Địa lý
Gloucestershire giáp Herefordshire về phía tây bắc, Worcestershire về phía bắc, Warwickshire về phía đông bắc, Oxfordshire về phía đông, Wiltshire về phía nam, Bristol và Somerset về phía tây nam, và quận Welsh của Monmouthshire về phía tây.

## Lịch sử
Gloucestershire là một hạt lịch sử được đề cập trong Biên niên sử Anglo-Saxon vào thế kỷ thứ 10, mặc dù các khu vực của Winchcombe và Forest of Dean không được thêm vào cho đến cuối thế kỷ 11. Gloucestershire ban đầu bao gồm Bristol, lúc đó còn là một thị trấn nhỏ. Cộng đồng nông thôn địa phương chuyển đến thành phố cảng (như Bristol đã trở thành), và tăng trưởng dân số Bristol tăng nhanh trong suốt cuộc cách mạng công nghiệp. Bristol trở thành một hạt riêng biệt, tách khỏi Gloucestershire và Somerset vào năm 1373. Sau đó nó trở thành một phần của hạt hành chính Avon từ năm 1974 đến năm 1996.
Sau khi bãi bỏ hạt Avon năm 1996, khu vực phía bắc Bristol đã trở thành khu vực chính quyền đơn nhất của South Gloucestershire và hiện nay là một phần của hạt nghi lễ Gloucestershire.
Tên viết tắt của quận bưu chính trước đây là "Glos", chứ không phải là "Gloucs" hay "Glouc" thường xuyên được sử dụng nhưng là sai lầm.
Tháng 7 năm 2007, Gloucestershire bị ngập lụt tồi tệ nhất trong lịch sử Anh quốc, với hàng chục ngàn cư dân bị ảnh hưởng. Không quân Hoàng gia Anh đã tiến hành chiến dịch trong thời hòa bình lớn nhất trong lịch sử để cứu trên 120 cư dân khỏi các khu vực bị ảnh hưởng bởi lũ lụt. Mức thiệt hại ước tính trên 2 tỷ bảng Anh.
Hạt đã phục hồi nhanh chóng từ thiên tai, việc đầu tư vào việc thu hút khách du lịch đến thăm nhiều địa điểm và nhiều cửa hàng trong khu vực.